# Halieutichthys aculeatus
Halieutichthys aculeatus is een straalvinnige vissensoort uit de familie van vleermuisvissen (Ogcocephalidae). De wetenschappelijke naam van de soort is voor het eerst geldig gepubliceerd in 1818 door Mitchill.